# Cieszyno (powiat łobeski)
Cieszyno – wieś w Polsce położona w województwie zachodniopomorskim, w powiecie łobeskim, w gminie Węgorzyno, przy linii kolejowej 202 Gdańsk-Stargard Szczeciński, z przystankiem Cieszyno Łobeskie.
W latach 1975–1998 miejscowość należała administracyjnie do województwa szczecińskiego.

## Zabytki
- park dworski, pozostałość po dworze[4].